# Sievershütten
Sievershütten é um município da Alemanha localizado no distrito de Segeberg, estado de Schleswig-Holstein.

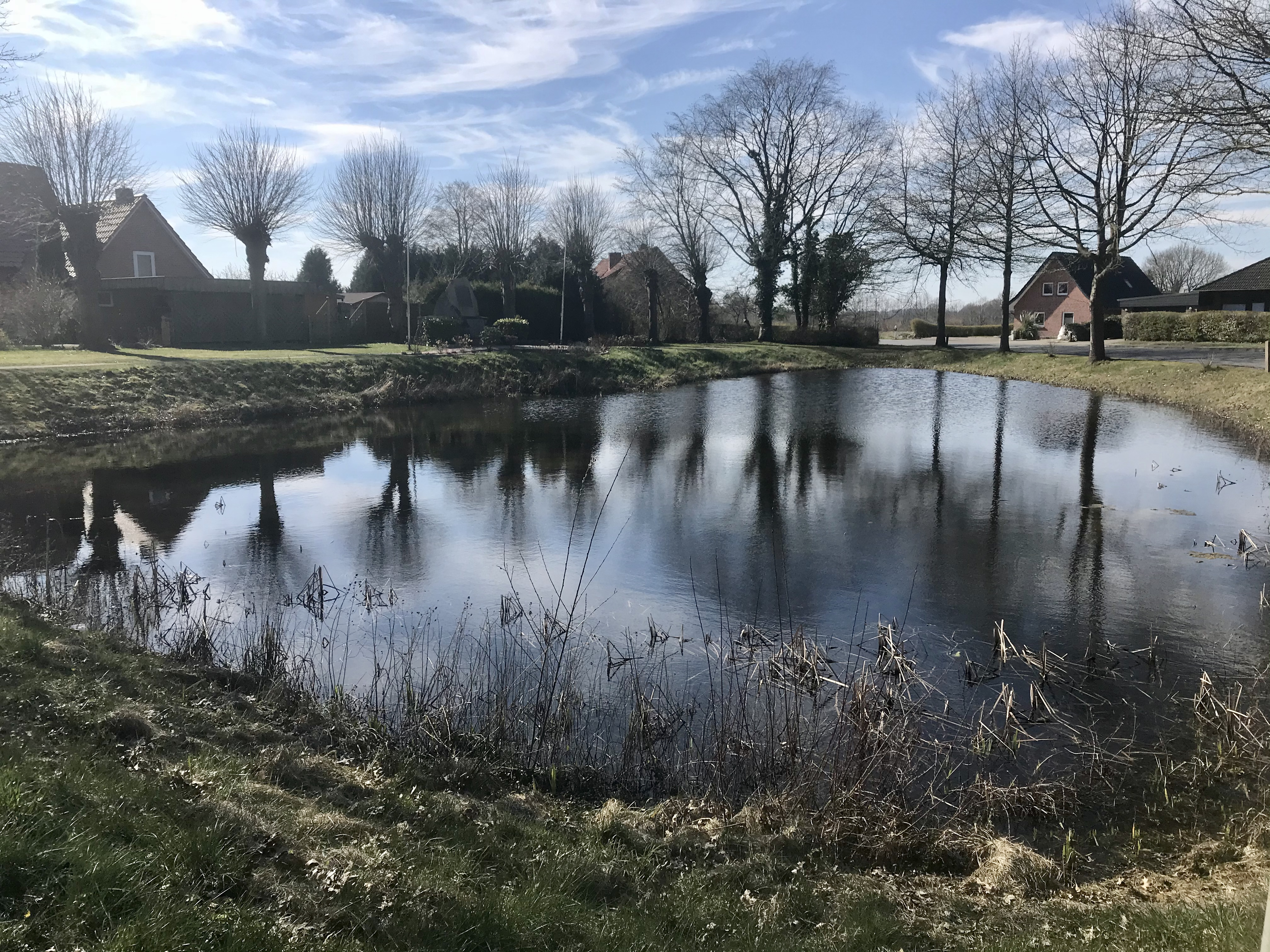
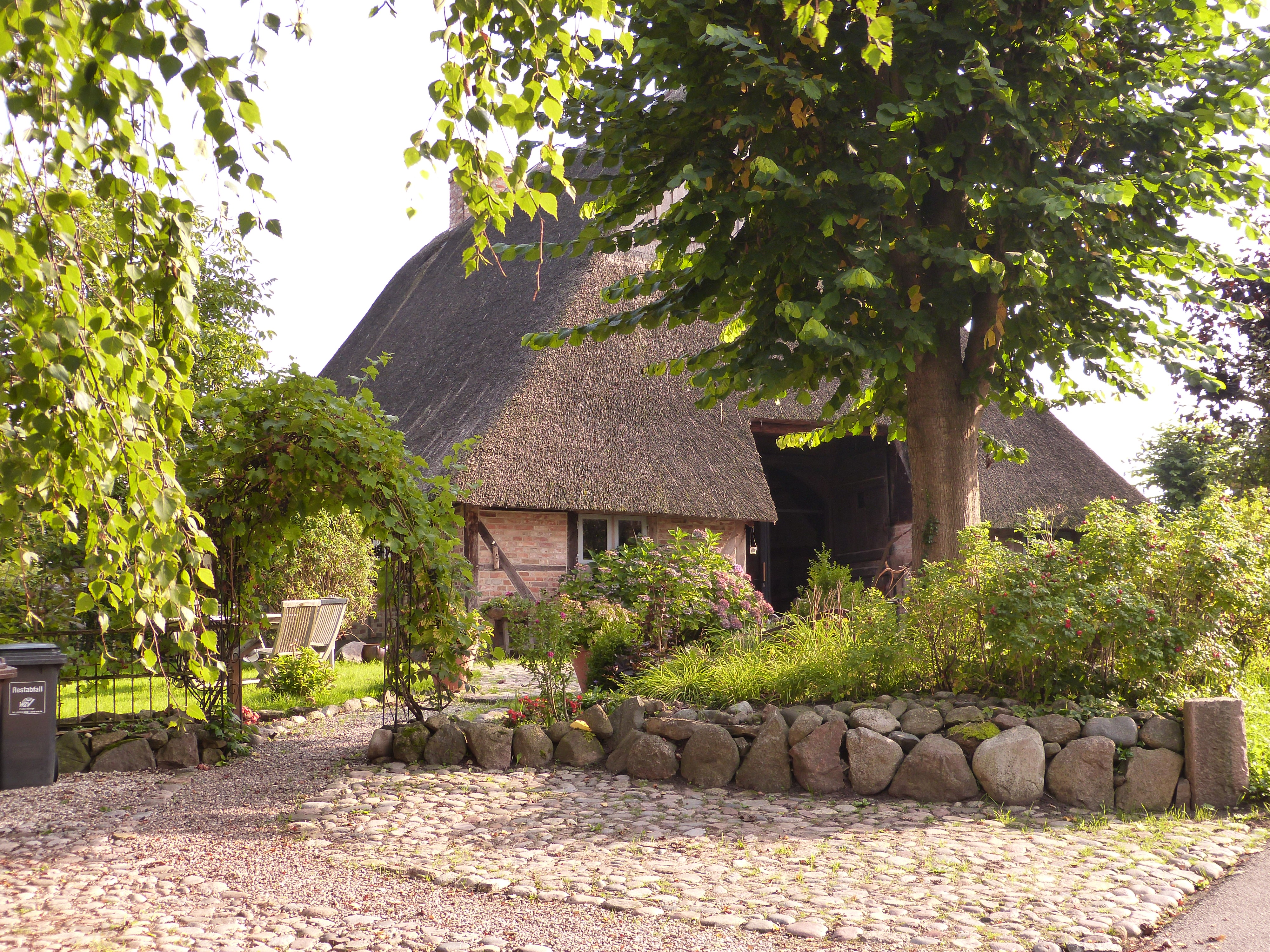

Pertence ao Amt de Kisdorf.